# Gran Premio della Liberazione (femminile)
Il Gran Premio della Liberazione era una corsa in linea di ciclismo femminile che si disputava ogni anno il 25 aprile a Roma, in Italia. Dal 2005 al 2012 ha fatto parte del Calendario internazionale femminile UCI come evento di classe 1.2.

## Storia
Il Gran Premio della Liberazione si corre il 25 aprile per commemorare la Festa della Liberazione.
La gara fu organizzata per la prima volta nel 1989. Dal 2004 è classificata dall'Unione Ciclistica Internazionale classe 1.9.2 e dal 2005 1.2. Dal 2013, dopo 24 anni di ininterrotto svolgimento, la gara non è stata più organizzata a causa di problemi finanziari.

## Albo d'oro
| Anno    | Vincitrice                            | Seconda                               | Terza                                 |
| ------- | ------------------------------------- | ------------------------------------- | ------------------------------------- |
| 1989    | Elisabetta Guazzaroni                 | Elisabetta Fanton                     | Maria Mosole                          |
| 1990    | Elisabetta Guazzaroni                 | Gabriella Pregnolato                  | Luzia Zberg                           |
| 1991    | Gabriella Pregnolato                  | Marina Artomonova                     | Lucia Pizzolotto                      |
| 1992    | Elisabetta Fanton                     | Gul'nara Ivanova-Fatkulina            | Elisabetta Guazzaroni                 |
| 1993    | Simona Muzzioli                       | Mara Calliope                         | Natal'ja Bakanova                     |
| 1994    | Greta Zocca                           | Natalija Juhanjuk                     | Simona Grossi                         |
| 1995    | Marica Berardi                        | Nadia Molteni                         | Katia Longhin                         |
| 1996    | Diana Rast                            | Greta Zocca                           | Gabriella Pregnolato                  |
| 1997    | Mara Calliope                         | Katia Longhin                         | Gabriella Pregnolato                  |
| 1998    | Greta Zocca                           | Regina Schleicher                     | Katia Longhin                         |
| 1999    | Zinaida Stahurskaja                   | Giovanna Troldi                       | Tanja Hennes-Schmidt                  |
| 2000    | Greta Zocca                           | Natalija Juhanjuk                     | Zinaida Stahurskaja                   |
| 2001    | Greta Zocca                           | Katia Longhin                         | Regina Schleicher                     |
| 2002    | Janildes Fernandes Silva              | Giovanna Troldi                       | Zinaida Stahurskaja                   |
| 2003    | Diana Žiliūtė                         | Ol'ga Sljusareva                      | Julija Martisova                      |
| 2004    | Ol'ga Sljusareva                      | Valentina Alessio                     | Katia Longhin                         |
| 2005    | Regina Schleicher                     | Rochelle Gilmore                      | Giorgia Bronzini                      |
| 2006    | Diana Žiliūtė                         | Annalisa Cucinotta                    | Ol'ga Sljusareva                      |
| 2007    | Giorgia Bronzini                      | Grete Treier                          | Annalisa Cucinotta                    |
| 2008    | Regina Schleicher                     | Rochelle Gilmore                      | Giorgia Bronzini                      |
| 2009    | Giorgia Bronzini                      | Julija Martisova                      | Alessandra D'Ettorre                  |
| 2010    | Monia Baccaille                       | Giorgia Bronzini                      | Alessandra D'Ettorre                  |
| 2011    | Giorgia Bronzini                      | Alona Andruk                          | Monia Baccaille                       |
| 2012    | Noemi Cantele                         | Inga Čilvinaitė                       | Florencia Confalonieri                |
| 2013-15 | non disputata                         | non disputata                         | non disputata                         |
| 2016    | Marta Bastianelli                     | Kimberley Wells                       | Arianna Fidanza                       |
| 2017    | Marta Bastianelli                     | Rasa Leleivytė                        | Soraya Paladin                        |
| 2018    | Letizia Paternoster                   | Maria Giulia Confalonieri             | Rasa Leleivytė                        |
| 2019    | non disputata                         | non disputata                         | non disputata                         |
| 2020    | annullata per la Pandemia di COVID-19 | annullata per la Pandemia di COVID-19 | annullata per la Pandemia di COVID-19 |
| 2021    | annullata per la Pandemia di COVID-19 | annullata per la Pandemia di COVID-19 | annullata per la Pandemia di COVID-19 |
| 2022    | Silvia Persico                        | Chiara Consonni                       | Maria Giulia Confalonieri             |
| 2023    | Silvia Zanardi                        | Cristina Tonetti                      | Giorgia Bariani                       |